# تفجيرا القدس 2022
تفجيرا القدس 2022 هي عمليّة مزدوجة وقعت يوم الـ 23 من تشرين الثاني/نوفمبر 2022 في مدينة القدس حينما حصلَ تفجيرٌ أول على مقربةٍ من محطّة للحافلات تلاه ثانٍ ليس ببعيدٍ عن موقعِ التفجير الأول. قُتل خلال هذه العمليّة المزدوجَة مستوطن إسرائيلي واحد وجُرحَ 22 مستوطنًا آخر على الأقل.

## خلفيّة
تصاعدت التوترات بين الإسرائيليين والفلسطينيين خلال الأشهر الماضية وذلك بعد التضييق الإسرائيلي على عددٍ من المدن في الضفّة وعمليات الاغتيال التي طالت عددًا من النشطاء الفلسطينيين، فضلًا عن عمليات الاغتيال بحقّ عشرات المدنيين – بينهم أطفال – خلال عمليات الاقتحام الممنهجَة والمتكرّرة. كثَّف الفلسطينيون من عمليّاتهم الفرديّة منها والمنظمة ردًا على كلّ هذه التضييقات والحصار الإسرائيلي الذي يُفرض بين فترة وأخرى على إحدى مدن الضفة.

## العمليّة
التفجير الأول
أعلنت مصادر طبية إسرائيلية بُعيد السابعة صباحًا بدقائق (توقيت فلسطين) من يوم الثالث والعشرين من تشرين الثاني/نوفمبر عن وقوعِ عددٍ من الإصابات جرّاء انفجار سيارة قُرب محطة حافلات عند مدخل مدينة القدس، قبلَ أن تؤكّد إذاعة الجيش الإسرائيلي الخبر حين أعلنت إصابة 10 أشخاص في حصيلة أوليّة جراء انفجارٍ لم تُحدّد طبيعته قرب محطة الحافلات. سُرعان ما بدأت الشرطة الإسرائيلية في إغلاقِ مداخل مدينة القدس، في الوقت الذي تحدثت فيه صُحف عبريّة نقلًا عن مصادر طبية إسرائيلية عن ارتفاعِ عدد الإصابات في التفجيرِ إلى أكثر من 10. أعلنت الشرطة الإسرائيلية نتائج تحقيقها الأولي بخصوص الانفجارِ والذي كان ناجمًا بحسبها عن تفجيرِ عبوة ناسفة وُضعت داخل حقيبة ما. أُعلنَ في وقتٍ لاحقٍ عن مقتل مصاب إسرائيلي في الانفجار الأول فضلًا عن أكثر من عشرة إصابات متفاوتة الخطورة.
التفجير الثاني
بعد أقلّ من ساعة من التفجيرِ الأول، سُمع ذوي انفجار ثاني في قُرب موقف حافلاتٍ أيضًا لكن هذه المرة في أحدِ الأحياء الواقعةِ جنوب القدس. تسبَّبَ التفجيرُ الثاني في سقوطِ جريحان على الأقل وارتفعت الحصيلة في وقتٍ لاحقٍ دون وقوع خسائر بشريّة. أجرى وزير الدفاع الإسرائيلي بيني غانتس مباشرةً بعد التفجيرين مشاوراتٍ مع قادة الأجهزة الأمنيّة، كما أعلنَ رئيس الحكومة الإسرائيلية أنّه منخرطٌ في المشاورات الأمنية ويتلقى التحديثات عن التحقيقات الجاريّة. أقدمت قواتُ الاحتلال بحسبِ نادي الأسير الفلسطيني على اعتقالِ 13 فلسطينيًا بالضفة بما فيها القدس وذلك بتهمة «مقاومة الاحتلال».

## التحقيق
رفعَ جيش الاحتلال الإسرائيلي مستوى التأهب في مدينة القدس، كما أعلنَ احتماليّة رفعه لاحقًا في جميع أنحاء إسرائيل، في الوقتِ الذي شنَّت فيهِ الشرطة عمليات بحث وتمشيط واسعة في أرجاء مدينة القدس. أمرَ غانتس بإغلاق حاجزي الجلمة وسالم العسكريين في جنين في أعقابِ التفجيرين، بينما أطلعَ لابيد نتنياهو على صورة الوضع الأمني وذلك في ختامِ جلسة تقييم الأوضاع.
أعلنَ وزير الأمن الداخلي الإسرائيلي لاحقًا في بيانٍ له بعض المعلومات حيثُ قالَ إنّ «هجوم القدس مركَّب ومعقد ويبدو أنه نتيجة بنية تحتية منظمة»، في حين رفعت الشرطة الإسرائيلية حالة التأهب للدرجة الأولى قبل القصوى وذلكَ بعد إنذارات بعمليات أخرى، مع تشديدها أكثر فأكثر في عمليات التدقيق والتفتيش على الحواجز المؤدية لمدينة القدس.

## ردود الفعل

### الفلسطينية
أعلنَ ناطقٌ باسمِ حركة حماس أنّ الاحتلال يجني ثمن جرائمه بحق الشعب الفلسطيني والأقصى مؤكّدًا أنّ «غضب الأقصى سينفجرُ في كل المناطق»، ونشرت الحركة بيانًا في وقتٍ لاحقٍ أكّدت فيهِ أنّ «محاولات الاحتلال التحريض على الحركة وعلاقاتها مع دول المنطقة هدفها تغطية عجزه عن مواجهة ثورة الشعب الفلسطيني» مؤكّدةً مُجددًا على حقّ الأخير بمقاومة الاحتلال الذي حمّلتهُ كامل المسؤولية عن «جرائم جيشه وإرهاب مستوطنيه»، كما أعلنت حركة الجهاد الإسلامي أنّ عملية القدس هي «ردٌّ طبيعي على جرائم الاحتلال» مؤكّدةً على استمرارِ المُقاومة ومُشيدةً بتصميمِ الشعبِ الفلسطيني على انتزاع حقوقه.

### الإسرائيلية
قطعَ رئيسُ أركان الجيش الإسرائيلي زيارته للولايات المتحدة بعد التوترات الأمنية عقبَ تفجيري القُدس، بينما طالبَ السياسي الإسرائيلي المثير للجدل والمُرشّح المحتمل لحقيبة وزاريّة في حكومة نتنياهو الجديدة إيتمار بن غفير لاجتياحِ الضفة الغربية، أما بنيامين نتنياهو فقد توعَّد بالعملِ على «إعادة الأمن للإسرائيليين في أسرع وقت».

### العالميّة
أدانت السفارة الأمريكية في إسرائيل «بأشدّ العبارات الممكنة الهجمات التي وقعت في القدس»، معلنةً مراقبتها الوضع عن كثب. أدانَ الاتحاد الأوروبي هجمات القُدس التي وصفها بـ «الإرهابيّة»، مُضيفًا أن الاتحاد يشعرُ بقلقٍ من تصعيد العنف في إسرائيل والأراضي الفلسطينيّة.